# Kamforika
Kamforika (kafranka; lat. Camphorosma), rod zeljastog bilja iz porodice štirovki, rasprostranjen po dijelovima Euroazije i sjeverozapadnoj Africi.
Postoje najmanje tri vrste, od kojih dvije rastu i u Hrvatskoj, to su jednogodišnja i primorska kamforika

## Vrste
1. Camphorosma annua Pall.
2. Camphorosma monspeliaca L.
3. Camphorosma songorica Bunge

## Sinonimi
- Camphorata Mill.; Gard. Dict. Abridg. Ed. 4 (1754)